# Гарсія I Галіндес
Гарсія I Злий (араг. García I Galíndez o Malo; д/н — 834) — 3-й граф арагонський (820—833). Здобув незалежність для свого графства.

## Біографія
Походив з роду Веласотенес. Син Галіндо, правителя Сіртанії. Ймовірно у 781 році після поразки батька деякий час знаходився в заручниках у маврів.
812 року одружився з донькою Аснара I, графа Хаки і Конфлану. У 816 році образився на свого шварга Центюля, який зачинив Гарсію у кімнаті під час свята Багаття Святого Іоанна, оскільки той начебто поспішав до своєї коханки. Натомість згодом Гарсія вбив Центюля, за що його заґратовано в замку Беллостас.
820 року він втік до дукса Памплони Ініго, де розлучився з дружиною або вона на той час померла, внаслідок чого одружився з донькою дукса. За допомогою тестя та військ Бану Касі повалив Аснара I, захопивши владу в графстві Хака. Після цього в союзі з Ініго I відмовився від васальних зобов'язань щодо Франкської імперії. 822 року заснував монастир Сан-Педро-де-Сіреса.
У 824 року проти Гасрії I та його тестя виступило потужне франкське військо на чолі з Аснаром I, герцогом Васконії, та графом Еблем. Останнім не вдалося захопити Памплону, а потім у Третій Ронсевальській битві граф Арагону, дукс Памплони і Муса II ібн Муса, валі Тудели, завдали ворогові нищівної поразки, захопивши в полон Ебля і Аснара. Це призвело до отримання Гарсією I незалежності. 828 року зафіксовано першу згадку його титулу як графа Арагону.
У 833 році зробив співграфом сина Галіндо, але зберіг вплив на державні справи. Про дату і обставини смерті Гарсії Галіндес історичні хроніки повідомляють різні відомості. Деякі історики вважають, що він помер від старості. Більшість вважає, що Гарсію I вбив 844 року новий граф Арагону Галіндо I Аснарес.

## Родина
1. Дружина — Матрона, донька Аснара I, графа Хаки і Конфлану.
Діти:
- Веласко (д/н—після 843)

2. Дружина — Нуніла, донька Ініго, дукса Памплони.
Діти:
- Галіндо (д/н—844), 4-й граф Арагону